# Sherman Bainbridge
Sherman Bainbridge (New York, 25 febbraio 1880 – Los Angeles, 14 gennaio 1950) è stato un attore statunitense del cinema muto degli anni dieci, specializzato soprattutto nel genere western.

## Biografia
Nato a New York nel 1880, esordì nel cinema poco più che trentenne in un western diretto da Al Christie. Passò poi a lavorare per la Broncho Film Company, per la Bison Motion Pictures e per altre piccole compagnie indipendenti. Nella sua carriera, che comprende numerosi film western, girò un'ottantina di cortometraggi, sceneggiandone uno nel 1915, The Crime of Thought, diretto da Pat Powers, il produttore della Powers Picture Plays. Fu diretto svariate volte da Henry MacRae ma lavorò anche con Francis Ford, Charles Giblyn, Jack Conway e Frank Lloyd.
Sherman Bainbridge morì a Los Angeles il 14 gennaio 1950 poco prima di compiere settant'anni.

## Filmografia
La filmografia è completa. Quando manca il nome del regista, questo non viene riportato nei titoli
- The Renegade, regia di Al Christie - cortometraggio (1912)
- An Indian Legend, regia di Charles Giblyn - cortometraggio (1912)
- His Squaw, regia di Charles Giblyn - cortometraggio (1912)
- The Coward's Atonement, regia di Francis Ford - cortometraggio (1913)
- A Black Conspiracy, regia di Walter Edwards - cortometraggio (1913)
- The Grand Old Flag - cortometraggio (1913)
- At Shiloh - cortometraggio (1913)
- Old Mammy's Secret Code, regia di Charles Giblyn - cortometraggio (1913)
- Banzai, regia di Charles Giblyn - cortometraggio (1913)
- Campaigning with Custer, regia di Norman MacRae - cortometraggio (1913)
- The Flame in the Ashes, regia di Frank Morty - cortometraggio (1913)
- The Iron Trail, regia di Henry MacRae - cortometraggio (1913)
- The Green Shadow, regia di Charles Giblyn - cortometraggio (1913)
- In the Coils of the Python, regia di Henry MacRae - cortometraggio (1913)
- The Greenhorn, regia di Charles Giblyn - cortometraggio (1913)
- The Girl and the Tiger (1913)
- In the Wilds of Africa (1913)
- The Cowboy Magnate (1913)
- An Indian's Honor, regia di Jack Conway e Frank Montgomery (1913)
- The Prairie Trail (1913)
- The Raid of the Human Tigers (1913)
- The Sign of the Snake, regia di Charles Giblyn (1913)
- War of the Cattle Range, regia di Henry MacRae (1913)
- The Long Portage, regia di Jack Conway e Frank Montgomery (1913)
- The White Squaw, regia di Henry MacRae (1913)
- The Werewolf, regia di Henry MacRae (1913)
- The Pitfall, regia di Reginald Barker (1913)
- The God of Girzah (1913)
- The Harvest of Sin, regia di Walter Edwards (1913)
- The Water War, regia di Henry MacRae (1913)
- The Eleventh Hour, regia di Henry MacRae
- The Flash of Fate, regia di Henry MacRae (1914)
- The Vagabond Soldier, regia di Henry MacRae (1914)
- The Legion of the Phantom Tribe (1914)
- The Yaqui's Revenge (1914)
- From the Lion's Jaws, regia di Henry MacRae (1914)
- Cast Adrift in the South Seas, regia di Henry MacRae (1914)
- Isle of Abandoned Hope (1914)
- A Mexican Spy in America, regia di Henry MacRae (1914)
- Olana of the South Seas (1914)
- Tribal War in the South Seas (1914)
- Rescued by Wireless, regia di Henry MacRae  - cortometraggio (1914)
- The Lure of the Geisha, regia di Henry MacRae (1914)
- A Romance of Hawaii, regia di Henry MacRae - cortometraggio (1914)
- The Law of the Lumberjack, regia di Henry MacRae (1914)
- A Daughter of the Plains (1914)
- Our Enemy's Spy, regia di Henry MacRae (1914)
- The Half-Breed (1914)
- The Phantom Light, regia di Henry MacRae (1914)
- A Redskin Reckoning, regia di Henry MacRae (1914)
- The Silent Peril, regia di Henry MacRae (1914)
- The Trail Breakers, regia di Henry MacRae (1914)
- The Law of the Range, regia di Henry MacRae (1914)
- The Crime of Thought, regia di Pat Powers (1915)
- The Cards Never Lie, regia di Harry Myers - cortometraggio (1915)
- Terrors of the Jungle, regia di Henry McRae (1915)
- The Lost Ledge, regia di Henry MacRae (1915)
- The Oaklawn Handicap, regia di Henry MacRae (1915)
- The Blood of His Brother, regia di Henry MacRae (1915)
- The Torrent, regia di Henry MacRae (1915)
- The Jungle Queen, regia di Henry MacRae (1915)
- The Circus Girl's Romance, regia di Henry MacRae (1915)
- The Test of a Man, regia di Henry MacRae (1915)
- The Toll of the Sea, regia di Henry MacRae (1915)
- A Daughter of the Jungles, regia di Henry MacRae (1915)
- A Double Deal in Pork, regia di Frank Lloyd (1915)
- Coral, regia di Henry MacRae e Normand McDonald (1915)
- In the Sunset Country, regia di Burton L. King - cortometraggio (1915)
- The Ghost Wagon, regia di Joseph Franz (1915)
- The Queen of Jungle Land, regia di Joseph Franz (1915)
- The Superior Claim, regia di Joseph Franz (1915)
- What the River Foretold, regia di Billy Franey e Joseph Franz (1915)
- The Connecting Link, regia di Joseph Franz (1915)
- His Real Character, regia di Joseph Franz (1915)
- The Dawn Road, regia di Joseph Franz (1916)
- Married on the Wing, regia di Ernest Shields (1916)
- The Heart of Tara, regia di William Bowman (1916)
- A Daughter of Dixie (1916)
- The Powder Trail, regia di Francis Ford (1916)
- The Girl Who Won Out, regia di Eugene Moore (1917)

### Sceneggiatore
- The Crime of Thought, regia di Pat Powers (1915)